# Musikspiel

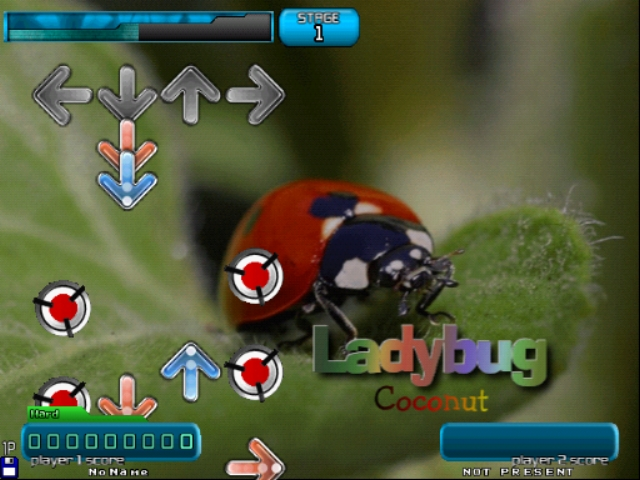
Das Open-Source-Musikspiel StepMania

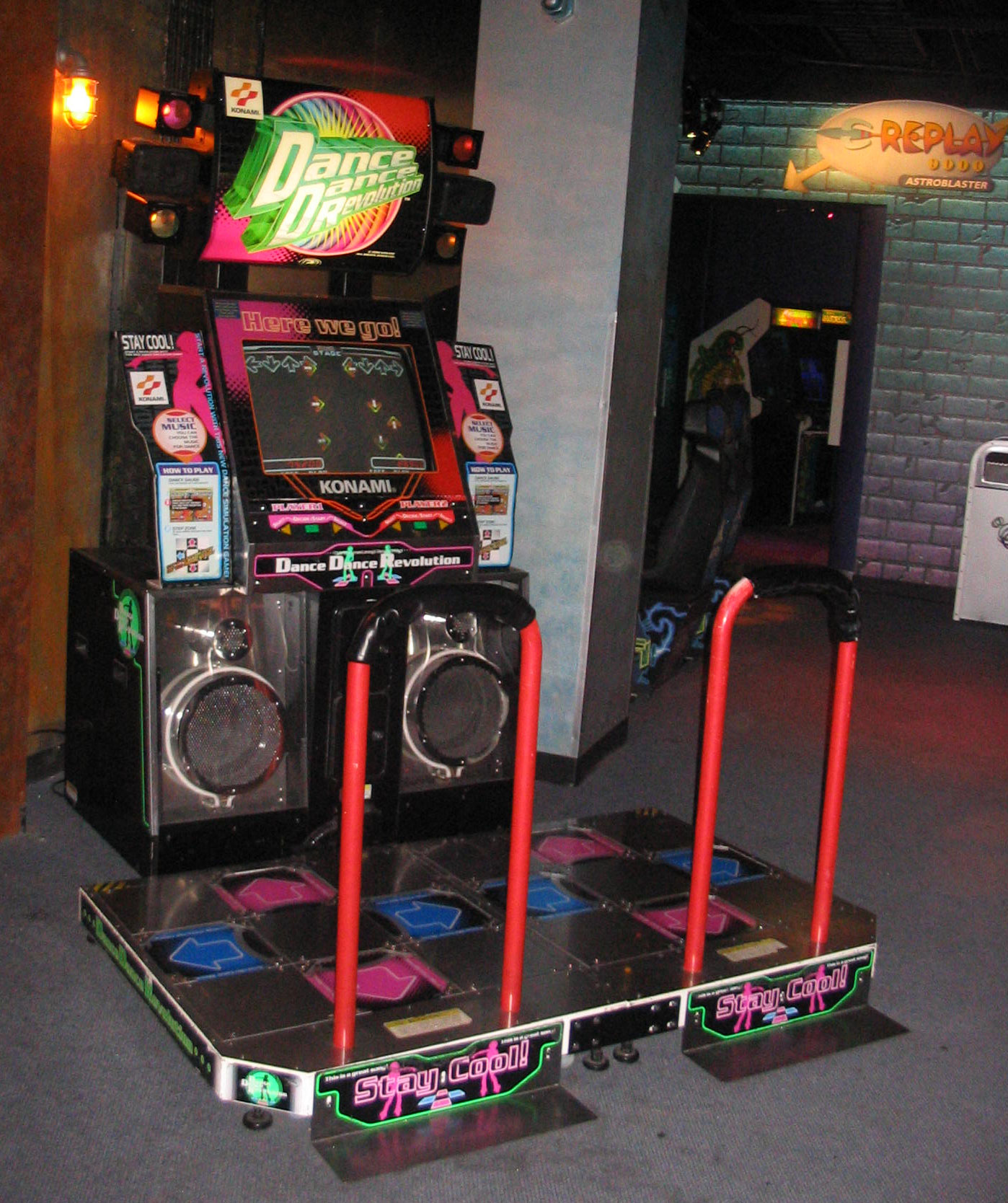
Das Tanzspiel Dance Dance Revolution

Musikspiele sind ein Genre der Computer- und Videospiele, bei denen die Musik ein zentrales Element des Spielablaufs ist.
Oft handelt es sich hierbei um Rhythmusspiele, bei denen der Spieler zum Rhythmus der vorgespielten Musik im richtigen Moment bestimmte Eingaben machen muss, z. B. eine bestimmte Taste auf der Tastatur drücken oder in ein Mikrofon singen. Erfolgt die Eingabe über eine Tanzmatte, so spricht man auch von einem Tanzspiel. Das Genre der Musikspiele überlappt stark mit den Actionspielen, aber es gibt auch Überlappungen mit anderen Genres. Manche Spiele erinnern an das Spielzeug Senso. Manchmal lassen sich auch gewisse Ähnlichkeiten mit Audiospielen entdecken, allerdings besitzen Musikspiele auch immer eine meist starke visuelle Komponente.
Bedeutende Spiele des Genres sind unter anderem Audiosurf, Guitar Hero, osu!, Rock Band, PaRappa the Rapper, Dance Dance Revolution, Samba de Amigo, SingStar, Beatmania, Rez und Donkey Konga. Auf Virtual-Reality-Plattformen sind Musikspiele wie zum Beispiel Beat Saber sehr beliebt.

## Subgenres
Musikspiele lassen sich unter anderem in die folgenden Subgenres einteilen:
- Rhythmusspiel: Der Spieler muss zu einer vorgespielten Musik im richtigen Moment bestimmte Eingaben machen, z. B. eine bestimmte Taste auf der Tastatur drücken oder in ein Mikrofon singen. Bewegt sich der Spieler zusätzlich dabei, wird auch von Exergaming gesprochen.
  - Ein Untergenre des Rhythmusspiels ist das Spielen eines virtuellen Instruments. Meist steht hierbei mehr der Spaß als das Lernen eines Instrumentes im Vordergrund. Die Steuerung eines virtuellen Instruments unterscheidet sich auch meist sehr von echten Instrumenten und beschränkt sich auf das Drücken der Tasten zum Rhythmus. In wenigen Fällen wie Rocksmith kann aber auch ein echtes Instrument (hier Gitarre) verwendet werden. Häufig kann auch eine Band mit mehreren Spielern gespielt werden und die Controller werden durch spezielle optische Controller ersetzt, die Musikinstrumenten nachempfunden sind. Beispiele: Donkey Konga, Guitar Hero, Wii Music, DJ Hero, Band Hero, Rock Band, Frets on Fire.
  - Erfolgt die Eingabe über eine Tanzmatte, so spricht man auch von einem Tanzspiel. Bekannte Beispiele sind Dance Dance Revolution, Just Dance und Dance Central.
  - Musikgenerierte Spiele: Bei musikgenerierten Spielen werden die Spielwelt, die Ziele oder Angriffswellen durch die in der Musik zu hörenden Tonhöhen, Lautstärke und Geschwindigkeit mit einem Algorithmus generiert. Bekannte Beispiele sind Audiosurf oder Beat Saber.
- Singspiele/Karaoke: Hierbei muss der Spieler Songs nachsingen und dabei die Tonhöhen treffen. Bekannte Beispiele sind SingStar, UltraStar, We Sing und Karaoke Revolution.